# Agulhaszee

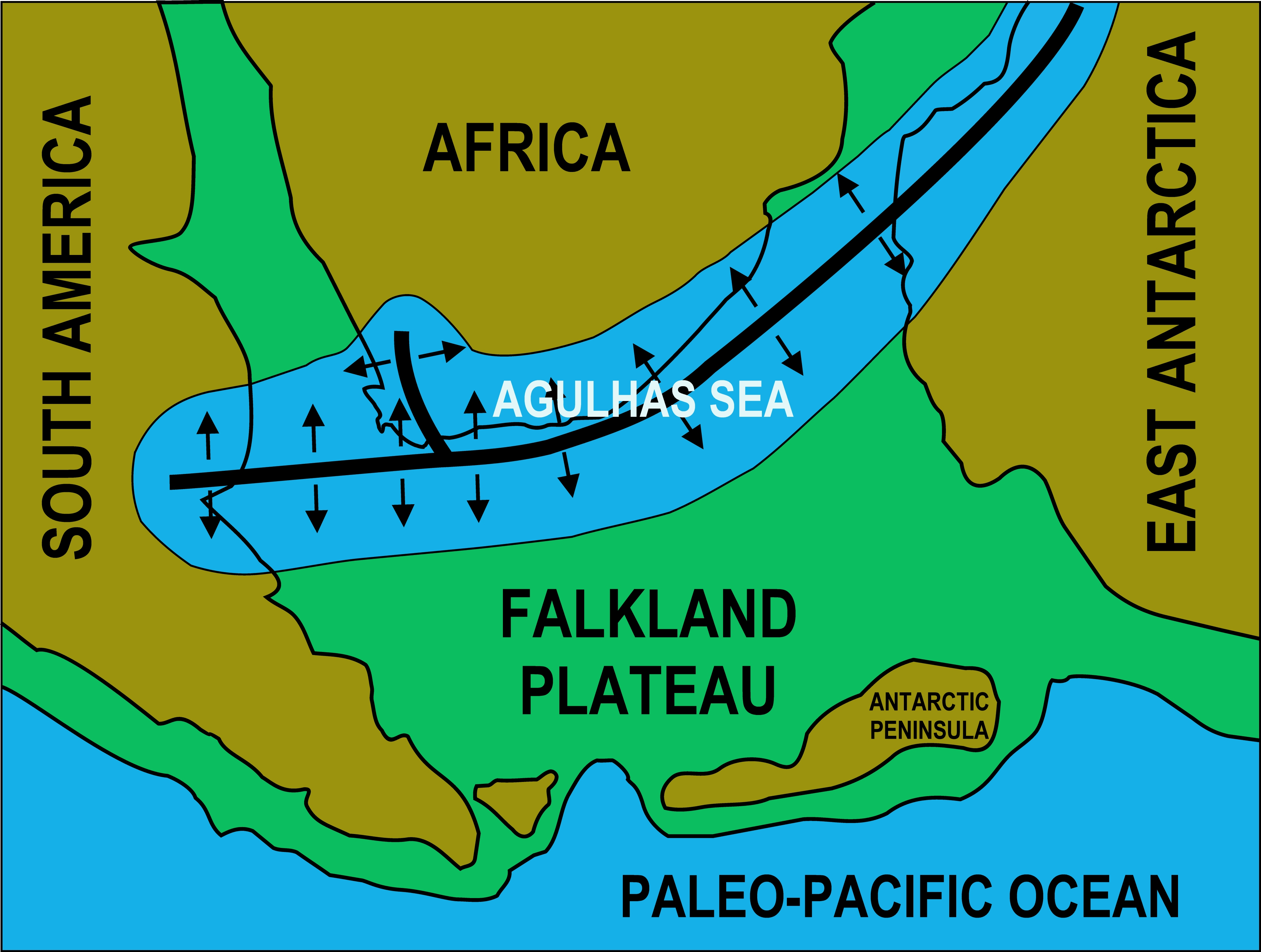
Locatie van de Agulhaszee in het Ordovicium

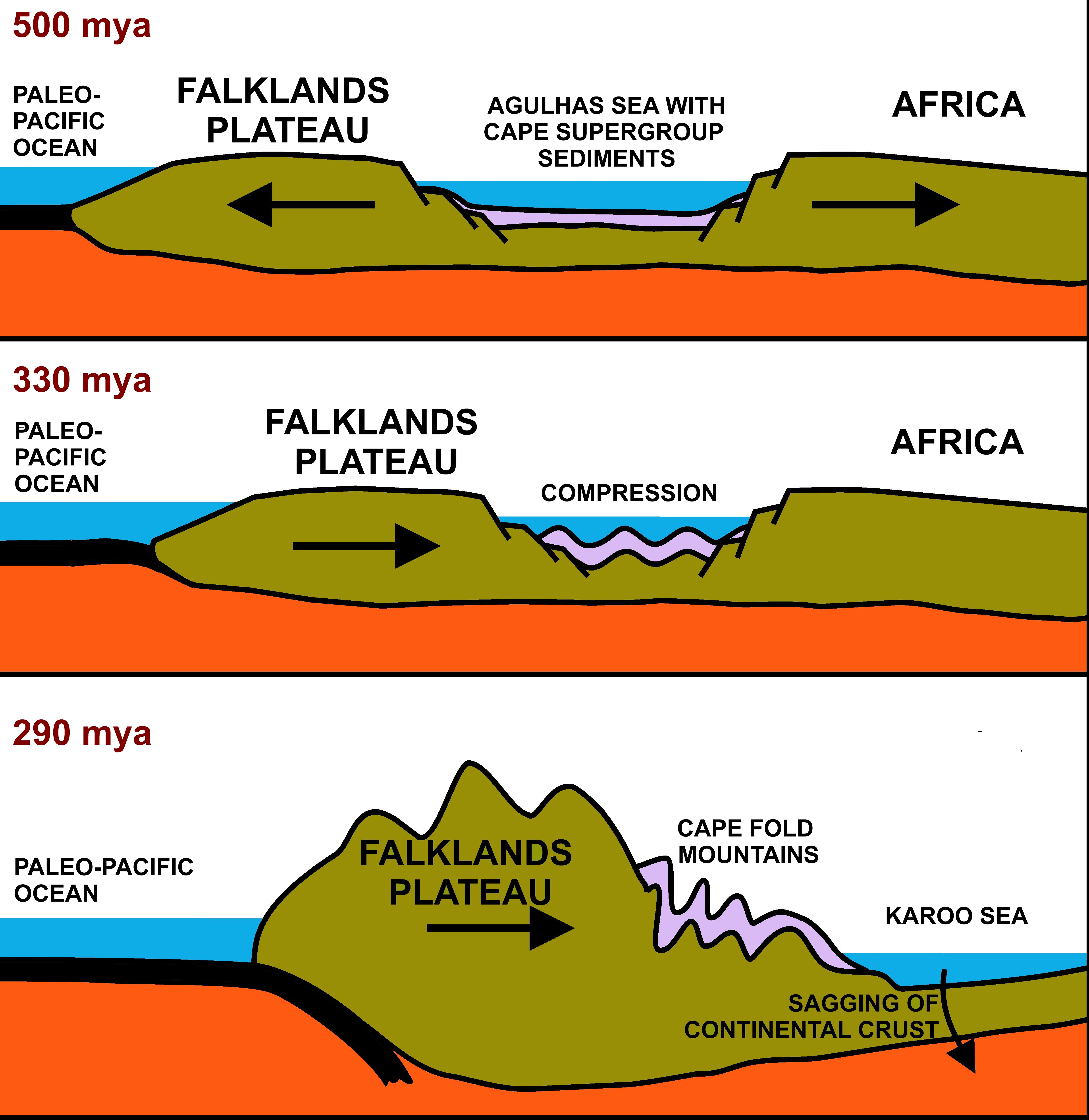
Ontwikkeling van de Agulhaszee gedurende het Paleozoïcum

De Agulhaszee was tijdens het Paleozoïcum een zee bij het toenmalige supercontinent Gondwana. Deze zee bevond zich op de locatie van de huidige zuidkust van Zuid-Afrika. 

## Naamgeving
De Agulhaszee is vernoemd naar Kaap Agulhas, de zuidelijkste punt van het Afrikaanse continent. Deze kaap wordt beschouwd als het punt waar de Atlantische en Indische Oceaan samen komen.

## Ontwikkeling
Tussen de huidige zuidkust van Zuid-Afrika, het plateau van de Falkland-eilanden en Antarctica ontstond vanaf 510 miljoen jaar geleden een riftdal, die vervolgens overstroomde en zo de Agulhaszee vormde. In deze periode lag Gondwana bijna 180 graden gedraaid met de zuidpool in noordelijk Afrika en zuidelijk Afrika op circa dertig graden zuiderbreedte. De Agulhaszee was aanvankelijk een ondiepe zee.
Door het verder uiteendrijven van het Falkland-plateau werd de Agulhaszee tot in het Midden-Devoon steeds dieper. In het Laat-Devoon werd de Agulhaszee weer ondieper door het terugschuiven van het Falkland-plateau richting Afrika. Dit leidde uiteindelijk tot het sluiten van het riftdal in het Carboon, circa 340 miljoen jaar geleden. 

## Kaapse Supergroep
Op de bodem van de Agulhaszee werden in de loop van het Paleozoïcum de sedimenten van de Kaapse Supergroep afgezet. De oudste laag is de Klipheuwelgroep. In het Ordovicium werd de Tafelberggroep afgezet. In het Devoon werd eerst de Bokkeveldgroep en vervolgens de Witteberggroep afgezet. De Kaapse Supergroep werd gevolgd door de Dwykagroep, de onderste laag van de Karoosupergroep. 

## Mariene fauna
In de Tafelberg-, Bokkeveld- en Wittebergroepen zijn fossielen gevonden van dieren die in de Agulhaszee leefden. Tijdens het Ordovicium werd de zee bewoond door onder meer kaakloze vissen, zeeschorpioenen, trilobieten en nautilussen. De mariene fauna van de Agulhaszee tijdens het Devoon bestond uit kaakloze vissen, haaien, stekelhaaien, pantservissen en ongewervelde zeedieren zoals zeesterren, zeeschorpioenen, trilobieten en nautilussen.
In de estuaria langs de Agulhaszee leefden coelacanten en lampreien, terwijl schorpioenen in de kustbossen de oudst bekende landdieren van Gondwana waren.